# Wiaczesław Bierduta
Wiaczesław Władimirowicz Bierduta (ros. Вячеслав Владимирович Бердута; ur. 3 lutego 1975) – kazachski judoka. Olimpijczyk z Sydney 2000, gdzie zajął trzynaste miejsce w wadze ciężkiej.
Uczestnik mistrzostw świata w 1997, 1999, 2001 i 2003. Startował w Pucharze Świata w latach 1997-2000. Trzeci na igrzyskach azjatyckich w 2002. Zdobył pięć medali mistrzostw Azji w latach 1997-2005. Brązowy medalista igrzysk Azji Wschodniej w 2001, a także akademickich MŚ w 2002 roku.

## Letnie Igrzyska Olimpijskie 2000
| Konkurencja | Eliminacje           | Eliminacje                  | Repasaże                | Klas. końcowa |
| Konkurencja | Przeciwnik I         | Przeciwnik II               | Przeciwnik I            | Miejsce       |
| ----------- | -------------------- | --------------------------- | ----------------------- | ------------- |
| +100 kg     | José Vásquez (DOM) Z | Shin’ichi Shinohara (JPN) P | Ruslan Sharapov (BLR) P | 13.           |